# Rivera (Suíça)
Rivera foi uma comuna da Suíça, no Cantão Tessino, com cerca de 1.450 habitantes. Estendia-se por uma área de 13,3 km², de densidade populacional de 109 hab/km². Confinava com as seguintes comunas: Bironico, Cadenazzo, Camignolo, Contone, Magadino, Mezzovico-Vira, Sigirino, Vira. 
A língua oficial nesta comuna era o italiano.

## História
Em 21 de novembro de 2010, passou a formar parte da nova comuna de Monteceneri.